# Péninsule de Mejillones
La péninsule de Mejillones (en espagnol : península de Mejillones) est située sur la côte nord du Chili, entre les ports d’Antofagasta (au sud) et de Mejillones (au nord). Contrairement à de nombreuses péninsules, celle de Mejillones est plus large que longue, ne s’avançant que d’environ 20 km dans la mer, tandis que l’isthme qui la relie au continent est d’environ 40 km de large.
Le sous-sol de la péninsule est constituée de roches métamorphiques et ignées qui se sont formées à la fin du Trias et de plutons formés au début du Jurassique. La partie orientale de la péninsule abrite diverses failles normales. La tectonique d’extension dans la péninsule a commencé au plus tard au début du Miocène et a entraîné la formation de deux bassins de demi-graben. Le soulèvement que la péninsule avait au Pliocène et au Pléistocène a été attribué à l’accrétion subcrustale dans le système de subduction.
Compte tenu de la richesse de sa flore et de sa faune et de sa valeur archéologique, la péninsule de Mejillones a été déclarée parc national le 15 avril 2010, sous le nom de parc national Morro Moreno.